# Kim Borg
Pour les articles homonymes, voir Borg.
Kim Borg (né le 7 août 1919 à Helsinki et mort le 28 avril 2000 à Humlebæk au Danemark) est une basse finlandaise.

## Biographie
Il est diplômé de l'université technologique d'Helsinki. Il étudie le chant à l'académie Sibelius (1936-1941 et 1945-1947).
En octobre 1959, il chante pour la première fois au Metropolitan Opera de New York dans le rôle du comte Almaviva dans Le nozze di Figaro. En 1961, il prend le rôle de Boris Godounov à Moscou. Il chante aussi le rôle soliste du Requiem de Dvořák.
Il reçoit la Médaille Pro Finlandia en 1962.
Il apparaît dans le volume IV de The EMI Record of Singing en 1952.